# كليف باركر
كليف باركر (من مواليد ليفربول 5 أكتوبر 1952) هو روائي إنجليزي من رواد أدب الرعب والفانتازيا ؛ برز في منتصف الثمانينيات بسلسلة من القصص القصيرة عُرِفت بـ "كُتب الدم"، مما جعله كاتب رُعباً رائدًا في مجاله. وقد كتب منذ ذلك الحين العديد من الروايات والأعمال الأخرى حوّلت إلى أفلام، ولا سيما سلسلة باعث الجحيم (Hellraiser). وكان أيضًا منتجًا تنفيذيًا لفيلم Gods and Monsters، الذي فاز بجائزة الأوسكار لأفضل سيناريو مقتبس.

## سيرته
كليف باركر ولد في ليفربول عام 1952 ودرس الفلسفة واللغة الإنجليزية في جامعة ليفربول..
باركر هو أحد رواد أدب الرعب والفانتازيا في الوقت الحالي، وبدأ في مجال الرعب عبر مجموعة من القصص القصيرة، التي جمعت فيما بعد في مجموعة قصصية هي كتاب الدم.. وكذلك من خلال رواية The Damnation Game التي تتعامل مع أسطورة فاوست الشهيرة من خلال وجهة نظر حديثة.. ومرعبة..
اتجه باركر بعد ذلك إلى الفانتازيا الحديثة، وكتب رواياته الشهيرة عالم النسيج وThe Great and Secret Show وImajicaو Sacrament.. والتي أظهر فيها ميلا إلى التحليل والعمق النفسي والحقيقة المؤلمة.. وربما كان أكثر ما يميز أدب كليف باركر في تلك الفترة قوته الكبيرة على تصوير العقل البشري والتعامل مع الأحلام، وكذلك قوة الكلمات والذكريات في رواياته..
أسلوب باركر المميز يعتمد أساسا على التعرف على العوالم الفانتازية القريبة من عالمنا والتي يمكن أن نفكر فيها على أنها حقيقة واقعة.. ويصف باركر أسلوبه بأنه «فانتازيا سوداء»..
من أكثر المميزات التي تظهر في أعمال باركر أنه يتعامل مع عالم الجحيم والعذاب وأيضا مع عالم الجمال والنقاء بنفس القوة والبراعة، وهو الشيء الذي فشل فيه عدد من الكتاب الكبار في مجال الرعب على مر التاريخ..
لكي نعرف قيمة باركر الفنية والروائية في تاريخ عالم الرعب يكفي أن نعرف ما الذي قاله عنه الأسطورة ستيفن كينج.. فعندما ظهرت مجموعات كتاب الدم القصصية – التي وصلت إلى 6 مجموعات – قادت أصالتها وروعتها ستيفن كينج إلى القول «لقد رأيت اليوم مستقبل أدب الرعب.. اسم المستقبل هو كليف باركر»..
من الغريب أن كليف لم يكتف فقط بالعمل في مجال الأدب وكتابة روايات وقصص الرعب، بل إنه حول مجموعة من قصصه إلى أفلام رائعة.. ففي عام 1987 كان باركر قد وصل إلى قمة احباطه من السيناريوهات والمعالجات والرؤى الإخراجية التي قدمت لروايته The Hellbound Heart لتحويلها إلى الفيلم الشهير باعث الجحيم Hellraiser.. وبالتالي فقد قرر ليس فقط كتابة السيناريو للفيلم، بل وأيضا إخراجه.. ليظهر الفيلم في عام 1988 ويصبح أحد الأفلام الخالدة التي غيرت الكثير في أفلام الرعب التالية لها.. رغم أن الفيلم في حد ذاته ليس بالقوة السينمائية المطلوبة، غلا أن الشكل العام والفكرة وطريقة الإخراج جعلته من أهم أفلام الرعب التي يتم وضعها في أي تصنيف..
من الأشياء الغريبة أن كليف لم يقصر مجال كتابة الرعب على روايات البالغين، بل إنه كتب رواية رائعة – أعتبرها شخصيا من أفضل ما كتب – تحت عنوان The Thief of Always – أو سارق الأبد – 1 وهي موجهة إلى الفئة العمرية الأقل، وهي بالفعل رائعة وبها الكثير من المعاني المذهلة التي تعتبر من أفضل ما قدم في مجال أدب الرعب للأطفال أو حتى للكبار..
أيضا من الأشياء الغريبة أن كليف باركر قد صمم بنفسه مع مجموعة من المنفذين في شركات عملاقة مجموعة من الألعاب الرائعة التي صدرت باسمه، فهناك Clive Barker's Undying وكذلك Clive Barker's Jericho وأيضا Clive Barker's Demonik التي توقف العمل بها قبل صدورها..

## أعماله
1. (1985) The Damnation Game (1986) The Hellbound Heart # (1987) عالم النسيج # (1987) Cabal # (1989) The Great and Secret Show # (1991) Imajica #
2. سارق الأبد (1992)
3. (1994) Everville (1996) Sacrament # (1998) Galilee # (2001) Coldheart Canyon: A Hollywood Ghost Story # (2001) Tortured Souls # (2002) Abarat # (2004) Abarat: Days of Magic, Nights of War # (2007) Mister B. Gone # (2008) The Scarlet Gospels# – تحت الطبع
4. الفزع (2009)

## الجوائز
1. فاز بجائزة Silver Scream Award من مهرجان أمستردام عام 1990 عن فيلم Nightbreed..
2. فاز بجائزة النقاد من مهرجان Fantasporto عام 1991 عن فيلم Nightbreed..
3. فاز بجائزة النقاد من مهرجان Fantasporto عام 1988 عن فيلم Hellraiser..
4. رشح لعدد من الجوائز الأخرى خلال مشواره الفني مع الأفلام..

## وصلات خارجية
- كليف باركر على موقع IMDb (الإنجليزية)
- كليف باركر على موقع مونزينجر (الألمانية)
- كليف باركر على موقع ألو سيني (الفرنسية)
- كليف باركر على موقع ميوزك برينز (الإنجليزية)
- كليف باركر على موقع أول موفي (الإنجليزية)
- كليف باركر على موقع قاعدة بيانات الأفلام السويدية (السويدية)
- كليف باركر على موقع إن إن دي بي (الإنجليزية)
- كليف باركر على موقع ديسكوغز (الإنجليزية)
- كليف باركر على موقع قاعدة بيانات الفيلم (الإنجليزية)
- كليف باركر على موقع كينوبويسك (الروسية)
- كليف باركر  على قاعدة بيانات الخيال التأملي على الإنترنت